# Странголагали
Странголага̀ли (на италиански: Strangolagalli) е малко градче и община в Централна Италия, провинция Фрозиноне, регион Лацио. Разположено е на 232 m надморска височина. Населението на общината е 2544 души (към 2010 г.).